# 프억선현

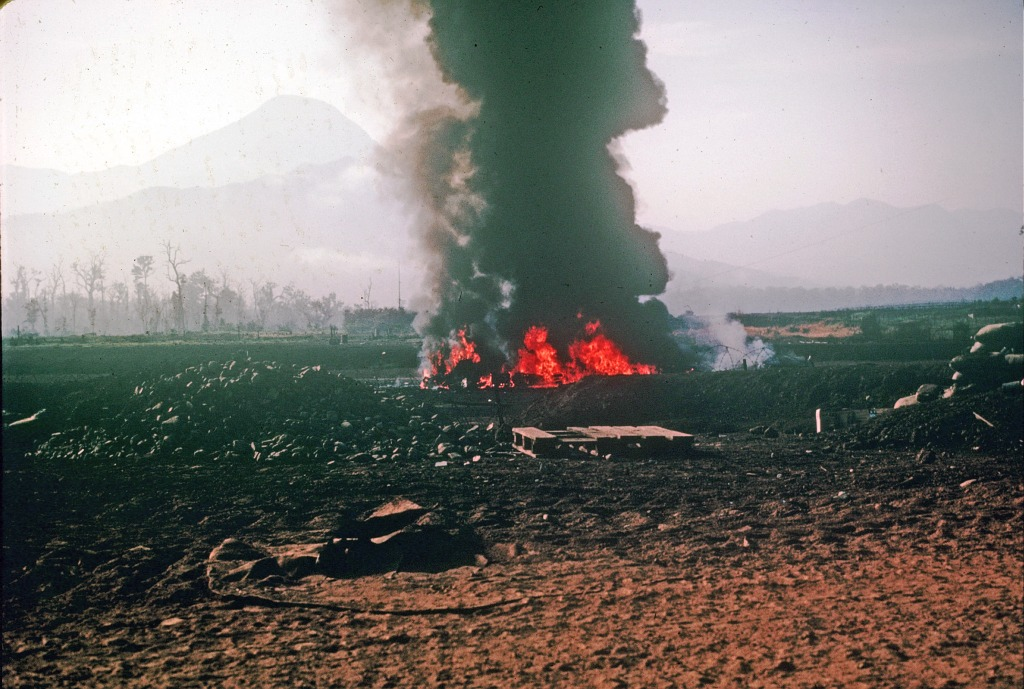

프억선현(베트남어: Huyện Phước Sơn / 縣福山)은 베트남 남중부 지방 꽝남성의 현이다.

## 행정 구역
프억선현은 1시진, 11사를 관할하고 있다.

### 시진
- 컴득 시진 (Thị trấn Khâm Đức, 欽德市鎭)

### 사
- 프억짜인 사 (Xã Phước Chánh, 福政社)
- 프억꽁 사 (Xã Phước Công, 福公社)
- 프억득 사 (Xã Phước Đức, 福德社)
- 프억히엡 사 (Xã Phước Hiệp, 福協社)
- 프억화 사 (Xã Phước Hòa, 福和社)
- 프억낌 사 (Xã Phước Kim, 福金社)
- 프억록 사 (Xã Phước Lộc, 福祿社)
- 프억미 사 (Xã Phước Mỹ, 福美社)
- 프억낭 사 (Xã Phước Năng, 福能社)
- 프억타인 사 (Xã Phước Thành, 福城社)
- 프억쑤언 사 (Xã Phước Xuân, 福春社)